# Frank Fischer (Kanute)
Frank Fischer (* 1960 in Brandenburg an der Havel) ist ein deutscher Kanute und mehrfacher Weltmeister im Kanurennsport. Er gewann bei den Kanurennsport-Weltmeisterschaften zwischen 1981 und 1986 neun Medaillen, davon vier Goldene, drei Silberne und zwei Bronzene. Er startete für den ASK Vorwärts Potsdam und gewann für seinen Verein mehrere DDR-Meistertitel.
An den Olympischen Spielen 1984 in Los Angeles konnte er wegen des Boykotts der DDR nicht teilnehmen. Im selben Jahr wurde er mit dem Vaterländischen Verdienstorden in Silber ausgezeichnet. Diesen Orden erhielt er auch 1986.

## Familie
Fischer ist mit der Schwimm-Olympiasiegerin von 1980 Sarina Hülsenbeck verheiratet. Seine Tochter Fanny und seine Schwester Birgit Fischer sind ebenfalls erfolgreiche Kanutinnen und wurden beide Olympiasiegerinnen.
Fischer betrieb zusammen mit seinem ehemaligen Mannschaftskollegen André Wohllebe ein Kanugeschäft.